# 우카시 테오도르치크
우카시 테오도르치크(폴란드어: Łukasz Teodorczyk, 1991년 6월 3일 ~ )는 폴란드의 전 축구 선수로, 스트라이커로 활약했다.